# Liste des cavités naturelles les plus profondes de la Manche
La liste des cavités naturelles les plus profondes de la Manche recense, sous forme de tableau(x), les cavités souterraines naturelles connues dans ce département français, dont le dénivelé est supérieur ou égal à cinq mètres.
La communauté spéléologique considère qu'une cavité souterraine naturelle n'existe vraiment qu'à partir du moment où elle est « inventée » c'est-à-dire découverte (ou redécouverte), inventoriée, topographiée et publiée. Bien sûr, la réalité physique d'une cavité naturelle est la plupart du temps bien antérieure à sa découverte par l'homme ; cependant tant qu'elle n'est pas explorée, mesurée et révélée, la cavité naturelle n'appartient pas au domaine de la connaissance partagée.
La liste spéléométrique des 2 plus profondes cavités naturelles de la Manche (≥ cinq mètres) est actualisée à décembre 2018.
La plus profonde cavité souterraine naturelle répertoriée dans le département de la Manche est  « le trou du Canon », sur la commune de Montmartin-sur-Mer (cf. ligne 1 du tableau ci-dessous).

## Cavités de la Manche (France) dont la dénivellation est supérieure ou égal à 5 mètres
2 cavités sont recensées au 31-12-2018.
| Réf. | Cavité (autres noms) | Commune            | Massif ou zone | Coordonnées (WGS 84) | Dénivel. (mètres) | Développe. (mètres) | Sources ou références     | Mise à jour |
| ---- | -------------------- | ------------------ | -------------- | -------------------- | ----------------- | ------------------- | ------------------------- | ----------- |
| 1    | Trou du Canon        | Montmartin-sur-Mer |                |                      | +5, m             | +44, m              | Spéléométrie de la France | 2000-12     |
| 2    | Grotte Michèle       | Montmartin-sur-Mer |                |                      | +5, m             | +90, m              | Spéléométrie de la France | 2000-12     |